# PGC 64580
LEDA/PGC 64580 (NGC 6902B) ist eine Balken-Spiralgalaxie vom Hubble-Typ SBcd im Sternbild Sagittarius auf der Ekliptik. Sie ist schätzungsweise 132 Millionen Lichtjahre von der Milchstraße entfernt und hat einen Durchmesser von etwa 60.000 Lichtjahren.
Gemeinsam mit NGC 6902 und IC 4946 bildet sie die kleine NGC 6902-Gruppe oder LGG 434.